# デュワグ6MGT形電車
6MGTおよび8MGTは、デュワグとABBが製造した路面電車車両。車内の大部分が低床構造となっている超低床電車（部分超低床電車）である。

## 概要
1990年のカッセル市電（カッセル）向け車両以降、西ドイツ（→ドイツ）の鉄道車両メーカーであったデュワグは、付随台車に車軸がない独立車輪式台車（1軸台車）を用いる事で車内の多くを低床構造とした部分超低床電車のMGT6Dの製造を進めていた。同じ頃、マンハイムやルードヴィヒスハーフェンなどライン＝ネッカー大都市圏で路面電車を運営する事業者も、従来の高床式電車（デュワグカー、マンハイム形）に代わる新型超低床電車をデュワグに発注したが、これらの路面電車路線では輸送力を確保するため複数の連接車による連結運転や当時世界最長の5車体連接車の運用が行われており、MGT6Dではこれらの車両と比べ収容力が不足していた。そこでデュワグがABBと共に開発したのが6MGT・8MGTである。
3車体連接車として製造されたMGT6Dと異なり、6MGTや8MGTは台車がないフローティング車体を挟んだ片運転台の5車体（6MGT）・7車体（8MGT）連接車である。全長は6MGTは29.2 m、8MGTは40.5 mで、後者は製造当時世界最長の路面電車車両だった。また設計の際には車体構造そのものも大きく見直されており、車体幅はMGT6Dの2,300 mmから拡大した2,400 mmである。中間車体は床上高さ350 mmの低床構造となっている一方、主電動機を搭載した動力台車が設置されている前後車体は600 mmで、両車の間には1段の段差が存在する。この動力台車は車軸を有する一方で台車の回転軸は存在せず、曲線通過時などの走行特性に難が生じている。

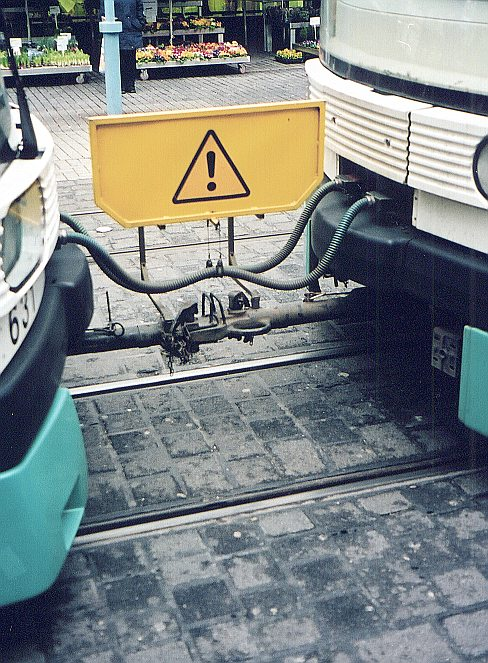
総括制御による連結運転にも対応している

1994年から1995年にかけて、5車体連接車の6MGTが64両、7車体連接車の8MGTが5両製造され、マンハイム市電を始めとした以下の路線網に導入された。そのうちライン＝ハールト鉄道に導入された8MGTについては後年マンハイム市電やルードヴィヒスハーフェン市電での運用に転属している他、6MGTの1両については2003年から2007年にかけてボンバルディアの新型制御システムの試験に用いられている。

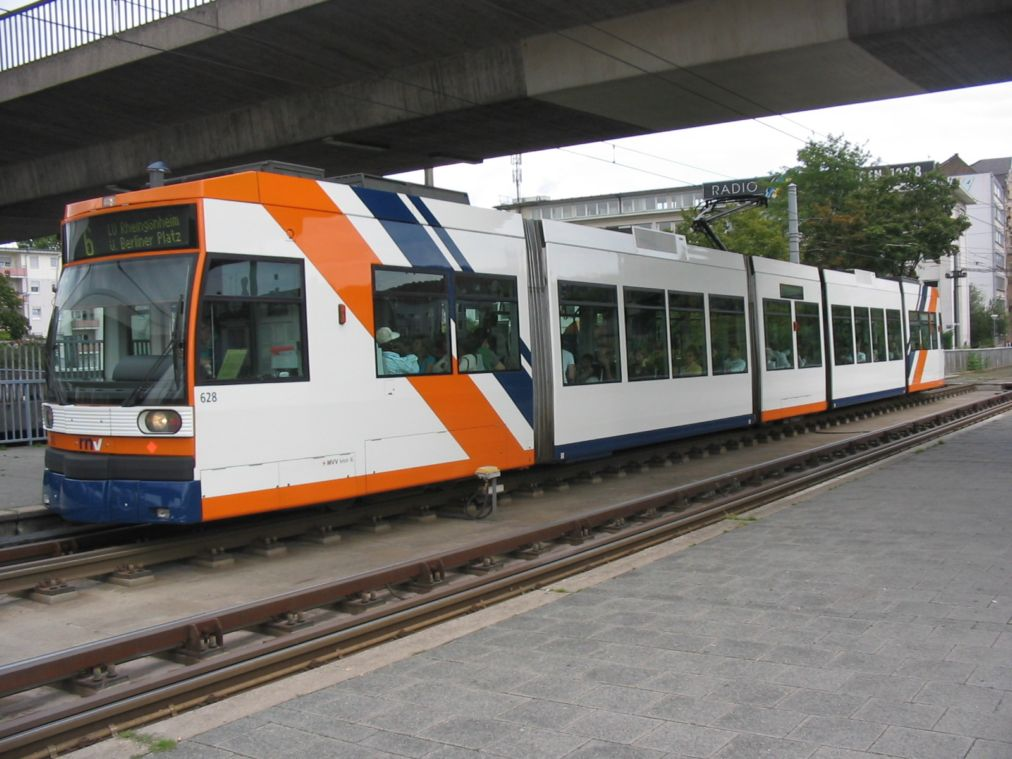
6MGT(GT6N) （ライン＝ネッカー交通（ドイツ語版）塗装）
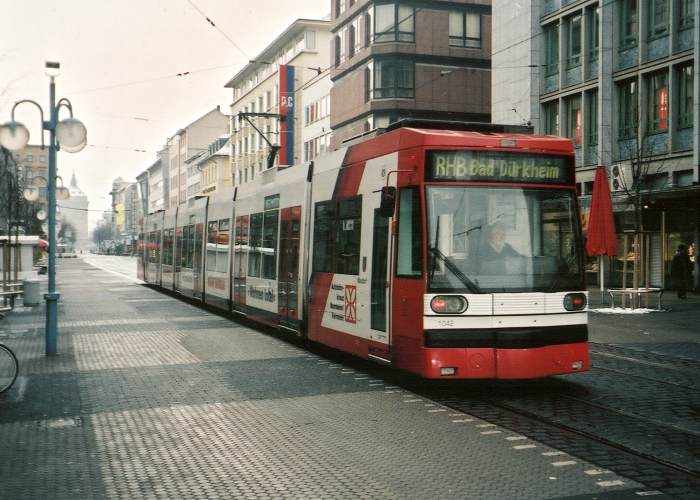
8MGT(ET8N) （ライン＝ハールト鉄道（ドイツ語版）塗装）
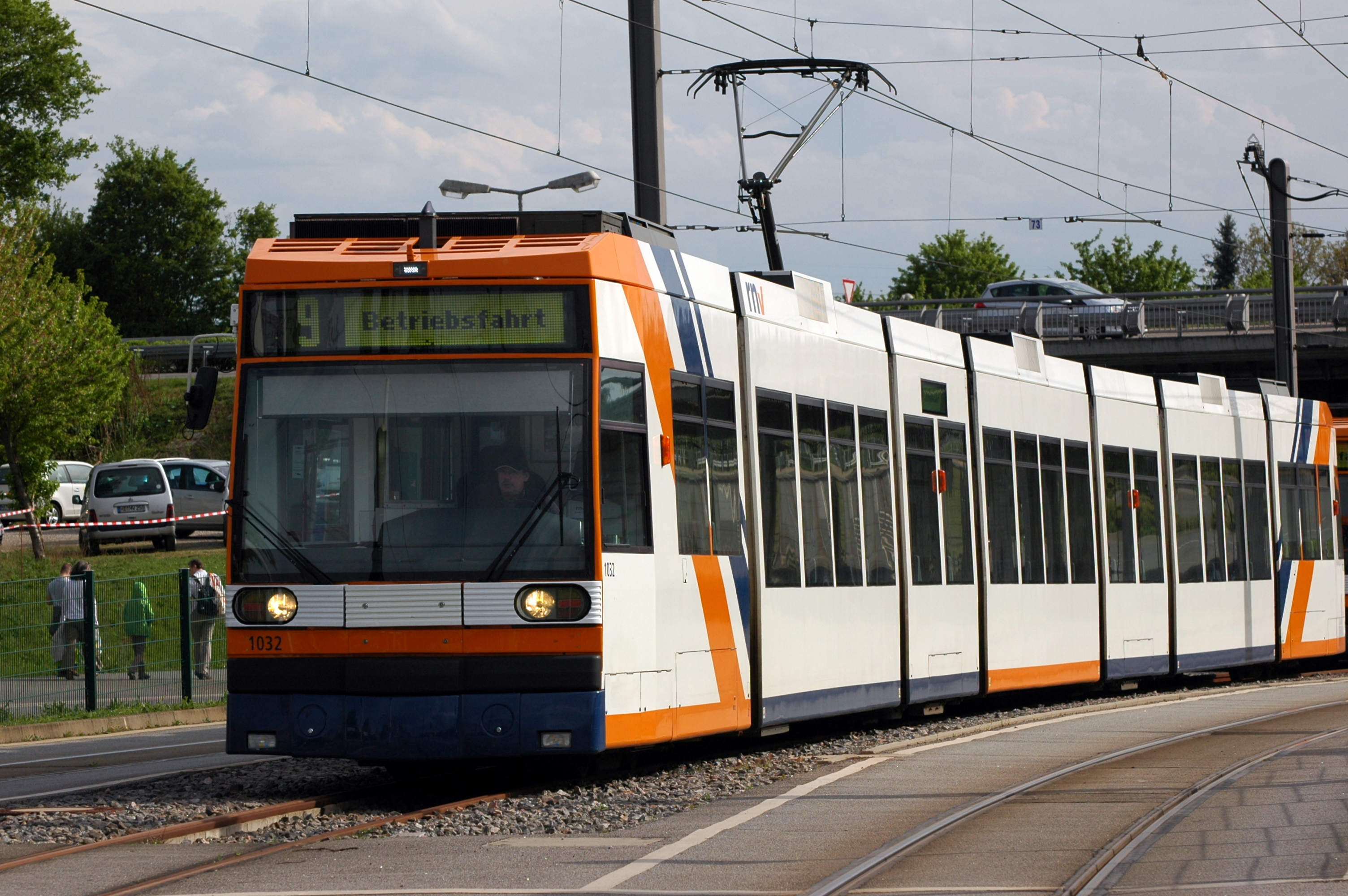
8MGT(ET8N) （ライン＝ネッカー交通（ドイツ語版）塗装）

| 車種 | 形式 | 導入先                       | 運転台   | 車両番号  | 編成        | 発注年  | 両数 | 備考                            |
| ---- | ---- | ---------------------------- | -------- | --------- | ----------- | ------- | ---- | ------------------------------- |
| 6MGT | GT6N | マンハイム市電               | 片運転台 | 5601-5650 | 5車体連接車 | 1994-95 | 50両 | 製造当初の車両番号は「601-650」 |
| 6MGT | GT6N | ルードヴィヒスハーフェン市電 | 片運転台 | 2201-2214 | 5車体連接車 | 1994-95 | 14両 | 製造当初の車両番号は「201-214」 |
| 8MGT | ET8N | ルードヴィヒスハーフェン市電 | 片運転台 | 1031,1032 | 7車体連接車 | 1994-95 | 2両  |                                 |
| 8MGT | ET8N | ライン＝ハールト鉄道         | 片運転台 | 1041-1043 | 7車体連接車 | 1995    | 3両  |                                 |

## 今後の予定
マンハイム市電などライン＝ネッカー大都市圏の軌道交通を運営するライン＝ネッカー交通は、2017年にチェコのシュコダ・トランスポーテーションとの間に新型車両のフォアシティ・スマート（36T、37T、38T）を導入する契約を交わした。2028年までに80両が納入される予定で、これにより6MGT・8MGTは全車置き換えられる事となっている。

## 発展車両
デュワグが参加したコンソーシアムが受注した路面電車車両のうち、以下の車両は6MGT・8MGTを基に設計された部分超低床電車である。

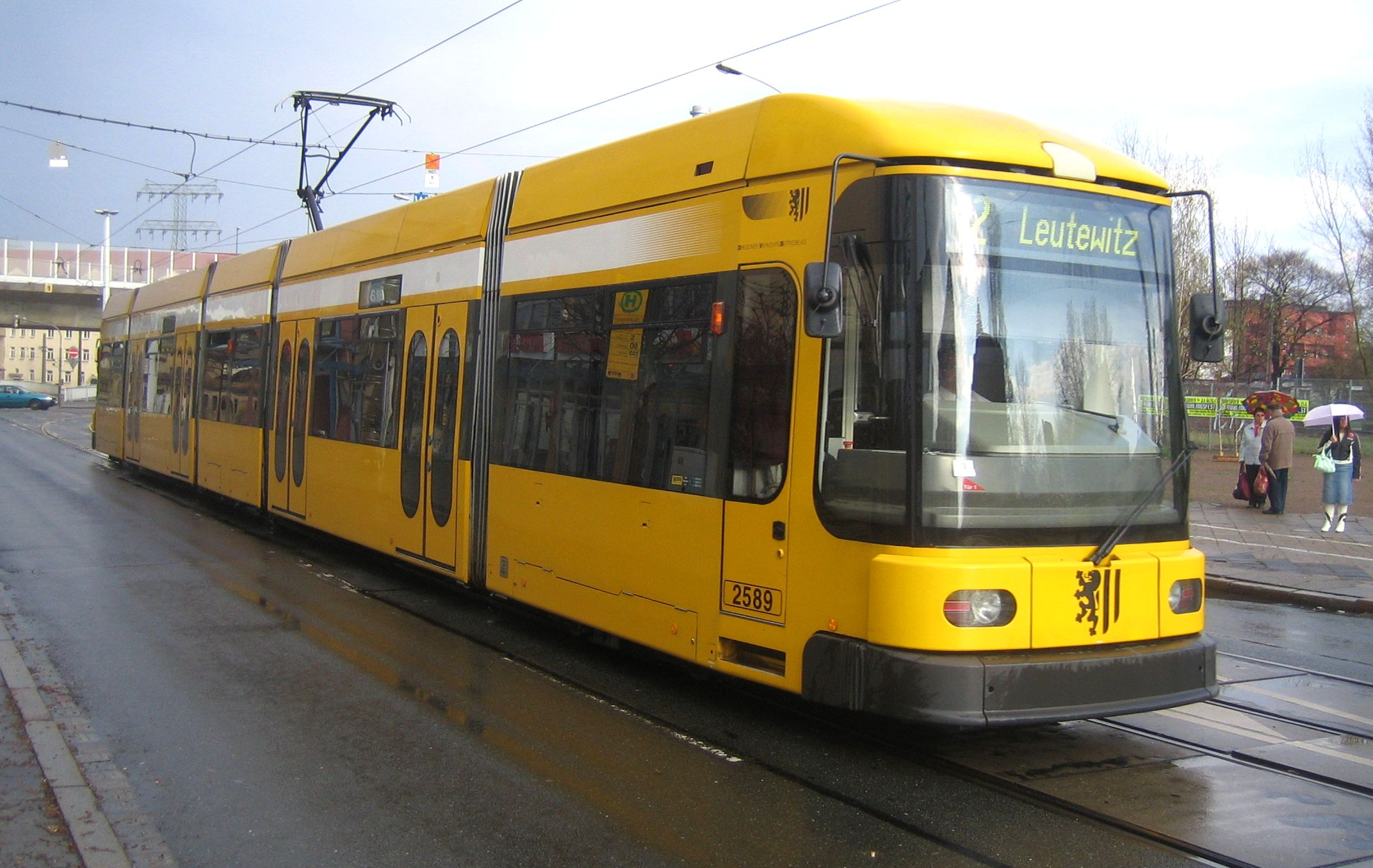
NGT 6 DD ドイツのドレスデン市電向け5車体連接車
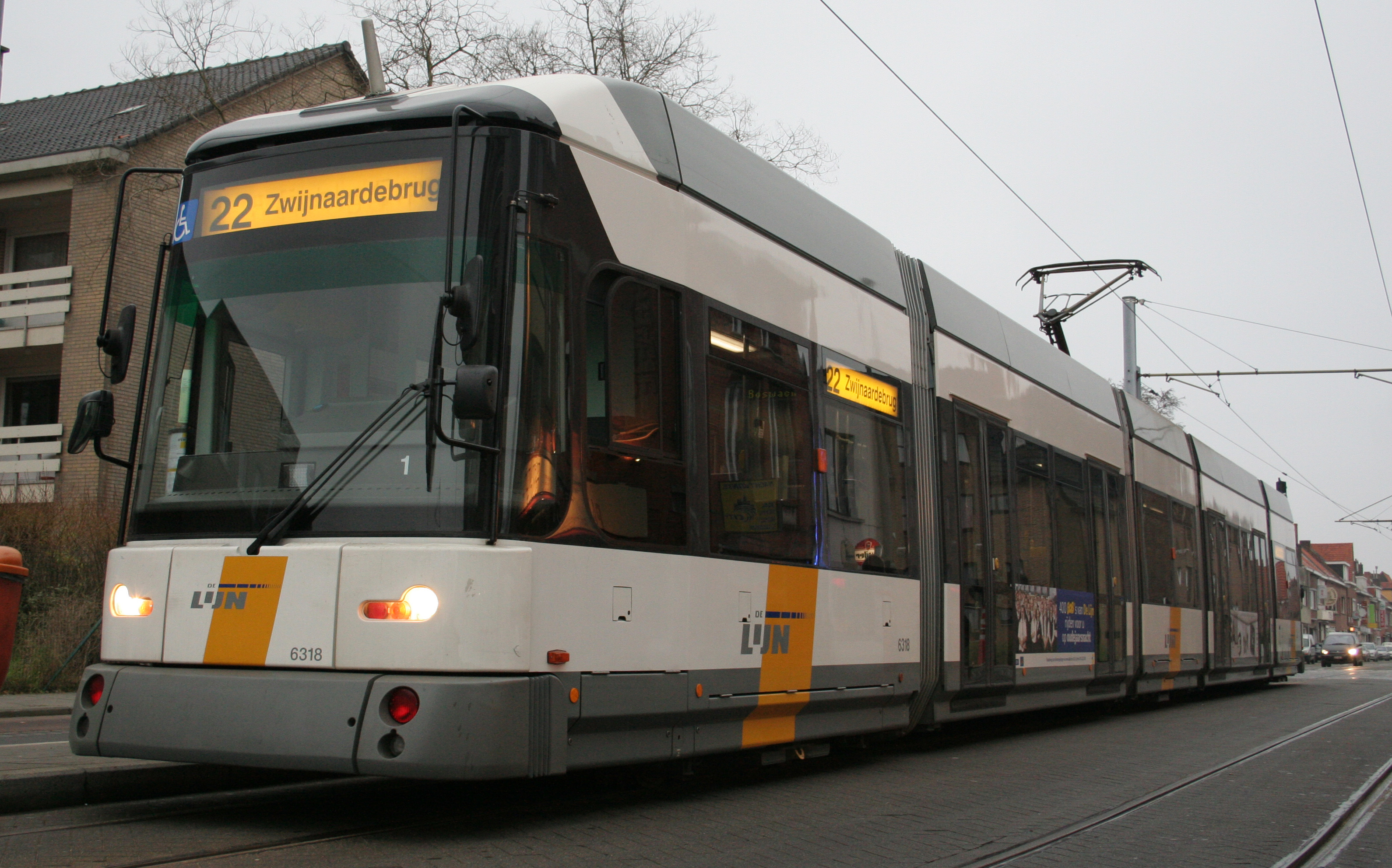
"ヘアメレイン" ベルギーのドゥ・レイン（オランダ語版）向け5車体連接車